# فيكتور فرانكنشتاين
فيكتور فرانكنشتاين (بالإنجليزية: Victor Frankenstein)‏ هو الشخصية الأدبية الرئيسة في رواية فرانكنشتاين التي كتبتها المؤلفة البريطانية ماري شيلي عام 1818، وهو -في الرواية- ابن ألفونس فرانكنشتاين وكارولين بيوفورت، ولديه ابنان اثنان: ويليام وإرنست.
فرانكنشتاين رواية للمؤلفة البريطانية ماري شيلي ولقد صدرت سنة 1818م، وتدور أحداث القصة عن فيكتور فرانكنشتاين من عائلة فرانكنشتاين إحدى أغنى العائلات في ذلك الوقت، ويرغب في اكتشاف إكسير الحياة الذي يبقيه هو وصديقه هنري وصديقتاه اليزابيث وجوستني أحياء للأبد، فيرغب بخلق إنسان، فينعزل لمدة طويلة عن عائلته وأصدقائه، إلى أن أراد فرانكنشتاين الأب أن يطمئن على فيكتور فأرسل إليه صديقه هنري ليدرس ويطمئن فرانكنشتاين الأب على ابنه، فلما قابل هنري فيكتور، رآه منهكا، ويبدو أنه لا يأكل ولا ينام، وإنما يعمل طوال الوقت لخلق هذا المخلوق، فأراد هنري مساعدته، فلما حان وقت إعطاء الحياة لهذا المخلوق حاولا بث الحياة فيه باستخدام الصواعق، فلم يتحرك المخلوق فاستسلما وقررا العودة إلى ديارهما، ولكن عندما كانا يحاولان نسيان ما حصل وقت النوم إذا بالباب يكسر ويخرج ذلك المخلوق، وعندما رآه فيكتور أثار فيه الاشمئزاز فطرده وذهب ذلك الوحش إلى الغابة ليجد عائلة مكونة من أب وابنه وابنته، يساعدهما الوحش على جمع الفاكهة والحطب، فيقبلون بوجوده، وأعطوه كوخا ليعيش فيه، وذات يوم عندما كانت الابنة في الغابة ذهب إليها الوحش طالبا الزواج منها فاشمئزت وألقت الكتاب الذي بيدها وقضت بقية اليوم في غرفتها، فقرر الوحش حرق المنزل وقتل أهله، وفي ذلك الوقت كان هنري وفيكتور قد عادا إلى ديارهما، وكان الوحش أيضا متجها إلى ديارهما، لأنه قرر أن يقتل صانعه فيكتور، وفي هذه الليلة راود هنري حلم غريب بأنه كان يقف وحيدا على الطريق فوجد اليزابيث أمامه فاتجه إليها وقبلها. ولكنها بدأت تتلاشى، وفي ذلك الصباح اكتشف الصديقان أن اليزابيث وجوستين يخفيان أمرا مريعا، هو أن جوستين متهمة في قضية قتل، وكان هذا الصباح وقت إعدامها، فحاول فيكتور الذي كان يحبها كثيرا منع ما سيحدث ولكنه فشل، ولقيت جوستين حتفها، وكأن موت جوستين كان كافيا، فقد ظهر المسخ ثانية، وأراد من فيكتور خلق زوجة له، وافق فيكتور على هذا، وفي اليوم التالي كانت السيدة فرانكنشتاين الأم على فراش الموت، وطلبت من ابنها فيكتور أن يتزوج باليزابيث، وافقت اليزابيث وتزوجا بعد فترة قصيرة، وحاول فيكتور مع الحب الذي كان يكنه لاليزابيث أن يبقي الابتسامة على محياه، فانعزل فيكتور مجددا، وكان الوحش يراقبه مراقبة شديدة، ولكن فيكتور فكر جيدا في أنه بهذه الطريقة يخلق جنسا ثالثا قويا لا يمكن هزيمته، فقطع جثة هذه المسخة، وألقاها في النهر، وعرف المسخ بهذا الأمر وبدأ بتنفيذ تهديده بقتل فيكتور وكل من يحب، فأثناء زيارة اليزابيث لفيكتور، انقض عليها هذا المسخ، ولكن فيكتور أتى في الوقت المناسب لينقذها، وكانت الليلة ممطرة، والصواعق في كل مكان وكانت في يد فيكتور سكين، وكان معه هنري، فتقاتل فيكتور والمسخ إلى أن أصبحا في عداد الاموات، أنقذ هنري اليزابيث وأخذا ينظران إلى مكان الحادث، وبعدها تزوجا، وكانت الصدمة قوية على فرانكنشتاين الأب لولا أنه كان قويا صبورا وزاد صبره على ما هو فيه بعد أن أنجب اليزابيث وهنرى طفلا وسمياه فيكتور، أما إكسير الحياة فلم يتم اكتشافه بعد، وقد يكون الاكتشاف من نصيب العلوم المتقدمة بعد سنين.